# Prix Fermat
Le Prix Fermat de recherche en mathématiques récompense les travaux de recherche de mathématiciens dans des domaines où les contributions de Pierre de Fermat ont été déterminantes :
- énoncés de principes variationnels ;
- fondements du calcul des probabilités et de la géométrie analytique ;
- théorie des nombres.

À l'intérieur de ces domaines, l'esprit du prix est de récompenser plutôt des résultats de recherche qui sont accessibles au plus grand nombre de mathématiciens professionnels. Le prix Fermat a été créé en 1989. Il est décerné tous les deux ans à Toulouse par l'Institut de Mathématiques de Toulouse. Le montant du prix de la quatorzième édition (2015) est de 20 000 euros, financé par la région Occitanie.
Une médaille Pierre-Fermat a également existé, dont des lauréats sont par exemple Linus Pauling (1957) et Ernst Peschl (1965).

## Lauréats
Les lauréats sont :
| Année | Photo                      | Lauréat(s)                 | Pays                    | Institution(s) | Domaine / Contribution                                                                                     |
| ----- | -------------------------- | -------------------------- | ----------------------- | --- | --- |
| 1989  |                            | Abbas Bahri                | Tunisie                 | Université de Tunis | Introduction de méthodes nouvelles en calcul des variations                                                |
| 1989  | Kenneth Alan Ribet         | Kenneth Alan Ribet         | États-Unis              | Université de Californie à Berkeley                                                                                    | Théorie des nombres, Analyse diophantienne                                                                 |
| 1991  | Jean-Louis Colliot-Thélène | Jean-Louis Colliot-Thélène | France                  | Université Paris-Sud                                                                                                   | Théorie des nombres                                                                                        |
| 1993  | Jean-Michel Coron          | Jean-Michel Coron          | France                  | Université Paris-Sud                                                                                                   | Équation aux dérivées partielles                                                                           |
| 1995  | Andrew Wiles               | Andrew Wiles               | Royaume-Uni             | Université de Princeton                                                                                                | Théorie des nombres                                                                                        |
| 1997  | Michel Talagrand           | Michel Talagrand           | France                  | Centre national de la recherche scientifique                                                                           | Théorie des probabilités                                                                                   |
| 1999  |                            | Fabrice Bethuel            | France                  | Université Pierre-et-Marie-Curie                                                                                       | Contributions importantes à la théorie du calcul des variations                                            |
| 1999  |                            | Frédéric Hélein            | France                  | Université Paris Diderot                                                                                               | Contributions importantes à la théorie du calcul des variations                                            |
| 2001  | Richard Taylor             | Richard Taylor             | Royaume-Uni, États-Unis | Université Harvard | Théorie des probabilités                                                                                   |
| 2001  | Wendelin Werner            | Wendelin Werner            | France                  | Institut de mathématique d'Orsay                                                                                       | Théorie des probabilités                                                                                   |
| 2003  | Luigi Ambrosio             | Luigi Ambrosio             | Italie                  | École normale supérieure de Pise                                                                                       | Calcul des variations, Équation aux dérivées partielles                                                    |
| 2005  | Pierre Colmez              | Pierre Colmez              | France                  | Centre national de la recherche scientifique, École polytechnique                                                      | Théorie des nombres, contributions à l’étude des fonctions L et des représentations galoisiennes p-adiques |
| 2005  | Jean-François Le Gall      | Jean-François Le Gall      | France                  | Université Pierre-et-Marie-Curie                                                                                       | Théorie des probabilités                                                                                   |
| 2007  |                            | Chandrashekhar Khare       | Inde, États-Unis        | Université de Californie à Los Angeles                                                                                 | Théorie des nombres                                                                                        |
| 2009  | Elon Lindenstrauss         | Elon Lindenstrauss         | Israël                  | Université Harvard | Théorie des probabilités                                                                                   |
| 2009  | Cédric Villani             | Cédric Villani             | France                  | Institut Henri-Poincaré                                                                                                | Équation aux dérivées partielles                                                                           |
| 2011  | Manjul Bhargava            | Manjul Bhargava            | Canada, États-Unis      | Université de Princeton, Université de Leyde                                                                           | Théorie des nombres                                                                                        |
| 2011  |                            | Igor Rodnianski            | États-Unis              | Université de Princeton, Massachusetts Institute of Technology                                                         | Équation aux dérivées partielles                                                                           |
| 2013  | Camillo De Lellis          | Camillo De Lellis          | Italie                  | Université de Zurich                                                                                                   | Équation aux dérivées partielles                                                                           |
| 2013  | Martin Hairer              | Martin Hairer              | Autriche                | Université de Warwick, Université de New York                                                                          | Équation aux dérivées partielles                                                                           |
| 2015  | Laure Saint-Raymond        | Laure Saint-Raymond        | France                  | Université Pierre-et-Marie-Curie                                                                                       | Équation aux dérivées partielles                                                                           |
| 2015  | Peter Scholze              | Peter Scholze              | Allemagne               | Université rhénane Frédéric-Guillaume de Bonn, Centre Hausdorff pour les mathématiques, Institut de mathématiques Clay | Géométrie arithmétique                                                                                     |
| 2017  | Simon Brendle              | Simon Brendle              | Allemagne               | Université Stanford | Géométrie différentielle, Équation aux dérivées partielles                                                 |
| 2017  |                            | Nader Masmoudi             | Tunisie                 | Université de New York                                                                                                 | Équation aux dérivées partielles                                                                           |
| 2019  | Maryna Viazovska           | Maryna Viazovska           | Ukraine                 | Université Humboldt de Berlin, École polytechnique fédérale de Lausanne                                                | |
| 2019  |                            | Alexeï Borodine            | Russie                  | Massachusetts Institute of Technology, California Institute of Technology                                              | |
| 2021  |                            | Fernando Codá Marques      | Brésil                  | Université de Princeton                                                                                                | Géométrie différentielle, Calcul des variations                                                            |
| 2021  |                            | Vincent Pilloni            | France                  | CNRS & Université Paris-Saclay                                                                                         | Géométrie arithmétique                                                                                     |
| 2023  |                            | Jason P. Miller            | États-Unis              | Trinity College (Cambridge)                                                                                            | Théorie des probabilités (géométrie aléatoire)                                                             |
| 2023  |                            | Aaron Naber                | États-Unis              | Université Northwestern                                                                                                | Espaces limites de Ricci                                                                                   |

## Prix Fermat junior
Le prix Fermat junior de mathématiques est un prix de recherche en mathématiques, créé à Toulouse en 1989 et décerné tous les deux ans. Il récompense la contribution d'un étudiant des lycées ou universités français dans des domaines qui figurent aux programmes des enseignements aux niveaux bac à bac+4, c'est-à-dire essentiellement : classes préparatoires aux grandes écoles, licences et première année de master des universités. Le montant du prix pour l'édition 2015 est de 2 000 euros, financé par l'Université Toulouse 3-Paul Sabatier.

### Lauréats[5]
- 1991 : V. Lefèvre
- 1993 : D. Auroux
- 1995 : Y. Ollivier
- 1997 : prix non décerné
- 1999 : G. Farinole
- 2001 : prix non décerné
- 2003 : Pierre Dehornoy, « Composition des tours de cavalier », Quadrature, no 55,‎ 2005, p. 31-42 et Julien Grivaux, « Étude de familles de polynômes (I) », Quadrature, no 56,‎ 2005, p. 1-9
- 2005 : Igor Kortchemski, « Bonnes suites et permutations », Quadrature, no 62,‎ 2006, p. 24-34
- 2007 : prix non décerné
- 2009 : Armand Bernardi, Clément Jambou, Emmanuel Lecouturier, Sébastien Miquel, Jean Rax, Nathan Skrzypczak et Anne Kalouguine, membres de l'équipe « France 2 » qui a remporté (ex aequo) la compétition mathématique ITYM (International Tournament of Young Mathematicians)
- 2011 : prix non décerné
- 2013 : M.O. Alaoui et Kaitong Hu, « Ellipse d'aire maximale inscrite dans les polygones convexes », Quadrature,‎ 2015 et Julie Arnal-Brezun, « Le procédé générateur », Quadrature, no 94,‎ 2014, p. 21-24 .
- 2015 : Gary Bécigneul, « Fréquence et régularité d'une valeur d'adhérence », Quadrature, (à paraître) et Mehdi Trense, «  Une nouvelle preuve du grand théorème de Poncelet », Quadrature, (à paraître).
- 2017 : Corentin Lunel, Hugo Fages et Quentin Rembert pour leur contribution « Nouvel invariant de nœuds alternés et calculs informatiques »,                                    et Charlie Hérent pour sa contribution « Étude de morphismes et plongements entre groupes de permutations ».
- 2019: Guillaume Chevalier pour sa contribution « Une symétrie pour les facteurs invariants ».
- 2021: prix non décerné
- 2022: Hind Taibi, Emilie Mboussa et Camille Coustillet pour leur contribution “Empilement de demi-disques dans le plan“.
- 2023: Anatole Couvez pour “Sommation algébrique et sommation fortement consistante” et Vincent Boulard pour “Contrôle et stabilisation des systèmes dynamiques, application au pendule double”
- 2024: Angèle Bichot pour son travail “Complétude et non-complétude en dimension finie” et à Maria Trashorras pour son travail “SO3(Q) contient un sous-groupe libre, à l’aide des nombres 5-adiques”.